# Laura Dean (chorégraphe)
Pour les articles homonymes, voir Laura Dean et Dean.
Laura Dean, née le 3 décembre 1945 à Staten Island à New York, est une danseuse et chorégraphe américaine de danse contemporaine apparentée au mouvement minimaliste.

## Biographie
Laura Dean commence ses études artistiques à la Third Street Music School de New York où elle pratique la danse et la musique. Elle poursuit sa formation de danseuse à The School of American Ballet sous la direction de Muriel Stuart et fini ses études secondaires à la High School of Performing Arts. Elle entre ensuite à la Joffrey Ballet School où elle travaille avec Françoise Martinet et étudie le jazz Matt Mattox. À la fin de ses études de danse, elle intègre la Paul Taylor Dance Company.
En 1972, elle crée la Laura Dean and Dance Company, réintitulée Laura Dean Dancers and Musicians en 1976 afin de refléter pleinement l'aspect musical du groupe et ses compositions originales. En 1991, la compagnie sera une nouvelle fois rebaptisée Laura Dean Musicians and Dancers marquant ainsi la prédominance de la musique dans son activité artistique. Avec sa troupe, Laura Dean a créé en 40 ans plus de 50 œuvres et composé l'intégralité de la musique de scène sauf pour cinq spectacles qui soulignent ses collaborations avec les compositeurs de  musique minimaliste comme Steve Reich (avec lequel elle travaille directement de 1971 à 1975) et Philip Glass. Elle a travaillé également avec Peter Gabriel et David Bowie.
Elle a reçu en 1986 un Bessie Award pour son travail collaboratif avec Steve Reich pour la pièce Impact écrite sur Sextet et en 2008 un American Dance Festival Award pour l'ensemble de sa carrière.

## Principales chorégraphies
- 1975 : Drumming pour la Laura Dean and Dance Company sur une musique de Steve Reich jouée par l'ensemble Steve Reich and Musicians
- 1976 : Song pour la Laura Dean Dancers and Musicians sur une musique de Laura Dean
- 1976 : Dance pour la Laura Dean Dancers and Musicians sur une musique de Laura Dean
- 1977 : Spiral pour la Laura Dean Dancers and Musicians sur une musique de Laura Dean
- 1980 : Night pour le Joffery Ballet sur une musique de Laura Dean
- 1980 : Tympani pour la Laura Dean Dancers and Musicians sur une musique de Laura Dean
- 1982 : Sky Light pour la Laura Dean Dancers and Musicians sur une musique de Laura Dean
- 1983 : Fire pour le Joffrey Ballet sur une musique de Laura Dean
- 1985 : Impact pour la Laura Dean Dancers and Musicians sur Sextet de Steve Reich
- 1985 : Patterns of Change pour The Ohio Ballet sur une musique de Philip Glass
- 1986 : Magnetic pour la Laura Dean Dancers and Musicians sur une musique de Laura Dean
- 1986 : Force Field pour le Joffrey Ballet sur une musique de Steve Reich
- 1988 : Space pour le New York City Ballet sur The Four Sections de Steve Reich
- 1989 : Arrow of Time pour le Albany Berkshire Ballet sur une musique de Totem
- 1990 : Infinity pour la Laura Dean Dancers and Musicians sur une musique de Laura Dean
- 1990 : Delta pour le Ballet royal danois sur une musique de Gary Brooker
- 1993 : Light pour The Aman World Music and Dance sur une musique de Laura Dean et John Zeretzke
- 1993 : Sometimes it Snows in April (Section 1, Billboards) pour le Joffery Ballet sur une musique de Prince
- 1993 : Ecstasy pour la Laura Dean Musicians and Dancers sur une musique de Laura Dean
- 1999 : Creative Force pour le Joffrey Ballet sur une musique de John Zeretzke